# Filip Krajinović
Filip Krajinović (en alphabet cyrillique serbe : Филип Крајиновић ; en alphabet latin serbe : Filip Krajinović), né le 27 février 1992 à Sombor (Yougoslavie, actuelle Serbie), est un joueur de tennis serbe, professionnel de 2008 à 2024.

## Carrière

### 2008 - 2013. Débuts
Il passe professionnel à seulement 16 ans après avoir atteint les demi-finales à Wimbledon et l'US Open junior en 2008. Il participe à sa première finale dans un tournoi Challenger en 2009 à Saint-Sébastien.
En 2010, à l'Open de Belgrade, il atteint les demi-finales après avoir battu son compatriote Novak Djokovic, 2e mondial, en quarts de finale (6-4, ab.). Il s'incline face à Sam Querrey au tour suivant.
Opéré à une épaule, il ne joue que deux mois durant la saison 2011. De retour en 2012, il participe à son premier Grand Chelem à Roland-Garros.

### 2014 - 2016. Premiers succès en Challenger
Il joue avec l'équipe de Serbie de Coupe Davis depuis 2014. En janvier 2014, il est sélectionné pour jouer le double du 1er tour de la Coupe Davis face à la Suisse aux côtés de Nenad Zimonjić. En juillet, il est huitième de finaliste à Hambourg où il élimine Fabio Fognini.
Il remporte ses premiers titres Challenger en simple : à Vicence et Cortina d'Ampezzo en 2014, puis Brunswick et Cordenons en 2015.
Fin 2016, il est contraint de subir une nouvelle opération.

### 2017. Révélation en fin d'année, finaliste en Masters 1000 à Paris-Bercy
En début d'année, il se fixe pour objectif de revenir dans le top 100. Il remporte 5 tournois Challenger en simple : Heilbronn, Marbourg, Biella, Rome et Almaty.
Avec l'équipe nationale de Serbie, il prend part à la demi-finale face à la France en Coupe Davis, il perd son match en double avec Nenad Zimonjić.
Il crée la sensation en atteignant la finale du Masters 1000 de Paris-Bercy alors qu'il n'a remporté qu'un match sur le circuit principal durant la saison. Issu des qualifications et 77e mondial, il élimine d'abord Yuichi Sugita (6-4, 6-2), après Sam Querrey (6-4, 6-4) et le Français Nicolas Mahut (6-2, 3-6, 6-1) ; puis profite du forfait de Rafael Nadal en quart de finale. Avant d'éliminer John Isner (6-4, 62-7, 7-65) en demi-finale après 2 h 28 de jeu pour jouer sa première finale sur le circuit ATP face à Jack Sock,. Il s'incline après avoir remporté le premier set (7-5, 4-6, 1-6) après 1 h 58 de jeu, et se retrouve 33e à l'issue du tournoi.

### 2018 - 2019. Blessures, sortie du top 100 mais 2 finales en simple
Son année 2018 est marquée entre blessures et des difficultés à revenir à son niveau de fin d'année 2017. Fin février à Marseille, il atteint les 1/4 de finale en perdant (65-7, 6-3, 4-6) dans une rencontre serrée face au Français Lucas Pouille, futur finaliste. Puis à Dubaï, le Serbe atteint le dernier carré mais s'incline (3-6, 7-64, 65-7) à nouveau face à Pouille dans un match encore plus serré aux portes de la finale.
En 2019 lors de l'Open d'Australie, il atteint le 3e tour après avoir battu la tête de série numéro 17, Marco Cecchinato en cinq sets avant de s'incliner face à la tête de série numéro 11, Borna Ćorić.
Au Masters d'Indian Wells, il sort des qualifications et s'achemine jusqu'au 3e tour après des victoires convaincantes face à David Goffin et Daniil Medvedev en deux sets. Il ne s'incline que face au no 2 mondial, Rafael Nadal (3-6, 4-6). Puis au Masters de Miami, il sort vainqueur au terme d'une rencontre à suspense la tête de série numéro 30, Stanislas Wawrinka (5-7, 6-2, 7-65) ; mais s'incline (5-7, 3-6) après un premier set tendu face au futur finaliste, Roger Federer.
En avril, sur la terre battue du tournoi de Budapest, Krajinović se qualifie pour le tableau final. Il bat difficilement Andreas Seppi (6-2, 63-7, 7-5), après Radu Albot, puis la tête de série numéro 2, Borna Ćorić (6-4, 7-5) et le Français Pierre-Hugues Herbert (6-2, 6-2) pour atteindre sa 2e finale ATP, la première depuis Bercy 2017.

### 2022.
En juin, il dispute et atteint la finale du tournoi du Queen's en battant Jenson Brooksby, Sam Querrey, Ryan Peniston et le récent demi-finaliste de Roland-Garros, Marin Čilić. C'est sa première finale sur gazon, au bout de laquelle il s'incline contre l'Italien Matteo Berrettini, numéro 10 mondial (5-7, 4-6).

## Palmarès

### Finales en simple messieurs
| No | Date       | Nom et lieu du tournoi           | Catégorie    | Dotation    | Surface      | Vainqueur           | Score         |          |
| -- | ---------- | -------------------------------- | ------------ | ----------- | ------------ | ------------------- | ------------- | -------- |
| 1  | 30-10-2017 | Rolex Paris Masters, Paris       | Masters 1000 | 4 273 775 € | Dur (int.)   | Jack Sock           | 5-7, 6-4, 6-1 | Parcours |
| 2  | 22-04-2019 | Hungarian Open, Budapest         | ATP 250      | 524 340 €   | Terre (ext.) | Matteo Berrettini   | 4-6, 6-3, 6-1 | Parcours |
| 3  | 14-10-2019 | Intrum Stockholm Open, Stockholm | ATP 250      | 635 750 €   | Dur (int.)   | Denis Shapovalov    | 6-4, 6-4      | Parcours |
| 4  | 12-07-2021 | Hamburg European Open, Hambourg  | ATP 500      | 1 030 900 € | Terre (ext.) | Pablo Carreño Busta | 6-2, 6-4      | Parcours |
| 5  | 13-06-2022 | Cinch Championships, Londres     | ATP 500      | 2 134 520 € | Gazon (ext.) | Matteo Berrettini   | 7-5, 6-4      | Parcours |

## Parcours dans les tournois duGrand Chelem

### En simple
| Année | Open d'Australie | Open d'Australie  | Internationaux de France | Internationaux de France | Wimbledon       | Wimbledon      | US Open         | US Open        |
| ----- | ---------------- | ----------------- | ------------------------ | ------------------------ | --------------- | -------------- | --------------- | -------------- |
| 2012  | —                | —                 | 1er tour (1/64)          | Nicolas Devilder         | —               | —              | —               | —              |
|       |                  |                   |                          |                          |                 |                |                 |                |
| 2014  | —                | —                 | —                        | —                        | —               | —              | 1er tour (1/64) | Tim Smyczek    |
| 2015  | 1er tour (1/64)  | Sam Groth         | 1er tour (1/64)          | David Goffin             | 1er tour (1/64) | Nicolas Mahut  | 2e tour (1/32)  | David Ferrer   |
| 2016  | 1er tour (1/64)  | Denis Kudla       | —                        | —                        | —               | —              | —               | —              |
|       |                  |                   |                          |                          |                 |                |                 |                |
| 2018  | —                | —                 | —                        | —                        | 1er tour (1/64) | Nicolás Jarry  | 1er tour (1/64) | Matthew Ebden  |
| 2019  | 3e tour (1/16)   | Borna Ćorić       | 3e tour (1/16)           | Stéfanos Tsitsipás       | 1er tour (1/64) | Dominik Köpfer | 1er tour (1/64) | C.-M. Stebe    |
| 2020  | 2e tour (1/32)   | Roger Federer     | 1er tour (1/64)          | Nikola Milojević         | Annulé          | Annulé         | 3e tour (1/16)  | David Goffin   |
| 2021  | 3e tour (1/16)   | Daniil Medvedev   | 2e tour (1/32)           | John Isner               | 1er tour (1/64) | Alex Bolt      | 1er tour (1/64) | Guido Pella    |
| 2022  | 1er tour (1/64)  | Diego Schwartzman | 3e tour (1/16)           | Félix Auger-Aliassime    | 2e tour (1/32)  | Nick Kyrgios   | 1er tour (1/64) | Alex de Minaur |
| 2023  | 1er tour (1/64)  | Holger Rune       | 1er tour (1/64)          | Frances Tiafoe           | —               | —              | —               | —              |

N.B. : à droite du résultat se trouve le nom de l'ultime adversaire.

### En double messieurs
| Année | Open d'Australie              | Open d'Australie         | Internationaux de France      | Internationaux de France    | Wimbledon                     | Wimbledon                      | US Open                     | US Open                       |
| ----- | ----------------------------- | ------------------------ | ----------------------------- | --------------------------- | ----------------------------- | ------------------------------ | --------------------------- | ----------------------------- |
| 2015  | —                             | —                        | 1er tour (1/32) V. Troicki    | Rohan Bopanna Florin Mergea | —                             | —                              | —                           | —                             |
|       |                               |                          |                               |                             |                               |                                |                             |                               |
| 2018  | —                             | —                        | —                             | —                           | —                             | —                              | 1er tour (1/32) V. Troicki  | Matthew Ebden Jackson Withrow |
| 2019  | —                             | —                        | 1er tour (1/32) D. Džumhur    | Rajeev Ram J. Salisbury     | 1er tour (1/32) Dušan Lajović | Matthew Ebden Vasek Pospisil   | —                           | —                             |
|       |                               |                          |                               |                             |                               |                                |                             |                               |
| 2021  | 1er tour (1/32) Dušan Lajović | Marcelo Melo Horia Tecău | 1er tour (1/32) Dušan Lajović | Wesley Koolhof J.-J. Rojer  | 1er tour (1/32) Matej Sabanov | Simone Bolelli Máximo González | 1er tour (1/32) Laslo Djere | Neal Skupski Jack Sock        |
| 2022  | 1er tour (1/32) Matej Sabanov | D. Köpfer J.-L. Struff   | 1er tour (1/32) Aljaž Bedene  | M. González Marcelo Melo    | —                             | —                              | —                           | —                             |

N.B. : le nom du partenaire se trouve sous le résultat ; le nom des ultimes adversaires se trouve à droite.

## Parcours dans lesMasters 1000
| Année | Indian Wells           | Miami                         | Monte-Carlo              | Rome                      | Madrid                | Canada                | Cincinnati              | Shanghai           | Paris                 |
| ----- | ---------------------- | ----------------------------- | ------------------------ | ------------------------- | --------------------- | --------------------- | ----------------------- | ------------------ | --------------------- |
| 2010  | —                      | 1er tour J. Blake             | —                        | —                         | —                     | —                     | —                       | —                  | —                     |
|       |                        |                               |                          |                           |                       |                       |                         |                    |                       |
| 2015  | 1er tour I. Sijsling   | 2e tour G. Monfils            | —                        | —                         | —                     | —                     | —                       | —                  | —                     |
| 2016  | —                      | —                             | 1er tour G. Dimitrov     | —                         | —                     | —                     | —                       | —                  | —                     |
| 2017  | —                      | —                             | —                        | —                         | —                     | —                     | —                       | —                  | Finale Jack Sock      |
| 2018  | 3e tour R. Federer     | 1/8 de finale J. M. del Potro | —                        | —                         | —                     | 1er tour K. Khachanov | 1er tour R. Haase       | 1er tour K. Edmund | 1er tour K. Khachanov |
| 2019  | 1/8 de finale R. Nadal | 3e tour R. Federer            | —                        | —                         | —                     | —                     | —                       | 1er tour J. Sousa  | —                     |
| 2020  | n.o.                   | n.o.                          | n.o.                     | 1/8 de finale N. Djokovic | n.o.                  | n.o.                  | 1/4 de finale M. Raonic | n.o.               | 1er tour F. López     |
| 2021  | 3e tour D. Medvedev    | —                             | 1/8 de finale F. Fognini | 1er tour F. Auger         | 1er tour Y. Nishioka  | —                     | 1er tour A. de Minaur   | n.o.               | 1er tour R. Opelka    |
| 2022  | 2e tour G. Monfils     | —                             | 1er tour D. Lajović      | 1/8 de finale J. Sinner   | 1er tour John Isner   | 1er tour D. Evans     | 2e tour S. Tsitsipás    | n.o.               | —                     |
| 2023  | 1er tour M. McDonald   | —                             | 1er tour R. Bautista     | 1er tour M. Fucsovics     | 1er tour C. O'Connell | —                     | —                       | —                  | —                     |

N.B. : sous le résultat se trouve le nom de l’ultime adversaire.

## Victoires sur le top 10
Toutes ses victoires sur des joueurs classés dans le top 10 de l'ATP lors de la rencontre.
| Légende      |
| Grand Chelem |
| Masters 1000 |
| ATP 500      |
| ATP 250      |
| Coupe Davis  |

| # | F.K.   | Tournoi    | Année | Surface      | Adversaire         | Rang | Tour | Score         |
| - | ------ | ---------- | ----- | ------------ | ------------------ | ---- | ---- | ------------- |
| 1 | no 319 | Belgrade   | 2010  | Terre battue | Novak Djokovic     | no 2 | 1/4  | 6-4, ab.      |
| 2 | no 32  | Cincinnati | 2020  | Dur          | Dominic Thiem      | no 3 | 1/32 | 6-2, 6-1      |
| 3 | no 44  | Hamburg    | 2021  | Terre battue | Stefanos Tsitsipas | no 4 | 1/4  | 3-6, 6-1, 6-3 |
| 4 | no 54  | Rome       | 2022  | Terre battue | Andrey Rublev      | no 7 | 1/16 | 6-2, 6-4      |

## Classements ATP en fin de saison
| Année          | 2008 | 2009 | 2010 | 2011 | 2012 | 2013 | 2014 | 2015 | 2016 | 2017 | 2018 | 2019 | 2020 | 2021 | 2022 | 2023 | 2024 |
| Rang en simple | 901  | 356  | 213  | 1404 | 416  | 226  | 101  | 101  | 237  | 34   | 95   | 40   | 31   | 42   | 54   | 312  | 638  |
| Rang en double | –    | –    | 742  | –    | –    | 1254 | 1433 | 313  | –    | 784  | 237  | 452  | 498  | 290  | 832  | –    | –    |

Source : (en) Classements de Filip Krajinović sur le site officiel de la Fédération internationale de tennis